# シングルズ (ニュー・オーダーのアルバム)
『シングルズ』（Singles）はイギリスのバンドニュー・オーダーが2005年に発表した通算14枚目のアルバムであり、彼らの6枚目のベスト・アルバムでもある。

## 解説
名前のとおり彼らのシングル・コンピレーション盤であり、シングル・コンピレーションとしては1987年の『サブスタンス』に続くものである。曲順も『サブスタンス』同様リリース順に並べられた2枚組になっている。
日本国内盤は2005年10月26日にワーナーミュージックジャパンからリリースされたが、日本盤は2曲ボーナストラックが追加された全33曲で構成されている。
このアルバムをリリース後バンド活動は沈黙してしまい、以前から続いていたメンバー間の確執はついにバーナード・サムナーとスティーヴン・モリス VS ピーター・フックという対立に発展してしまう。2007年にピーターが一方的に解散宣言してしまったことに対してバーナードとスティーヴンはバンド続行を宣言しており、2009年初頭の時点でも今後の活動は不透明なままである。そのため2011年時点ではこのアルバムがニュー・オーダーとしての最後のオリジナル作品となっている。

## 収録曲
※ワーナーミュージックジャパンリリースの日本国内盤による。DISC 2の「エヴリシング・ゴーン・グリーン（シカダ・ミックス）」と「ビザール・ラヴ・トライアングル（リチャードX・リミックス・エディット）」は日本盤のみのボーナストラックである。

### DISC 1
1. セレモニー Ceremony - 4:24
2. プロセッション Procession – 4:29
3. エヴリシング・ゴーン・グリーン Everything's Gone Green - 4:10
4. テンプテイション Temptation - 5:24
5. ブルー・マンデー Blue Monday - 7:27
6. コンフュージョン Confusion - 4:56
7. シーヴス・ライク・アス Thieves Like Us - 3:57
8. パーフェクト・キス The Perfect Kiss - 4:51
9. サブ・カルチャー - Sub-culture - 3:27
10. シェルショック Shellshock - 4:24
11. ステイト・オブ・ザ・ネイション State of the Nation - 3:32
12. ビザール・ラヴ・トライアングル Bizarre Love Triangle - 4:22
13. トゥルー・フェイス True Faith - 5:54
14. 1963 1963 - 4:21
15. タッチト・バイ・ザ・ハンド・オブ・ゴッド Touched by the Hand of God - 3:44

### DISC 2
1. ブルー・マンデー 1988 Blue Monday 1988 - 4:09
2. ファイン・タイム Fine Time - 3:10
3. ラウンド&ラウンド Round And Round - 4:00
4. ラン2 Run 2 - 4:31
5. ワールド・イン・モーション World in Motion - 4:32
6. リグレット Regret - 4:10
7. ルーインド・イン・ア・デイ Ruined in a Day - 3:59
8. ワールド (プライス・オブ・ラヴ) World (The Price of Love) - 3:40
9. スプーキー Spooky - 3:45
10. クリスタル Crystal - 4:21
11. 60マイルズ・アン・アワー 60 Miles an Hour - 3:50
12. ヒア・トゥ・ステイ Here to Stay - 3:57
13. クラフティー Krafty - 3:47
14. ジェットストリーム Jetstream - 3:44
15. ウェイティング・フォー・ザ・サイレンズ・コール Waiting for the Sirens'call - 3:52
16. ターン Turn - 4:13
17. エヴリシング・ゴーン・グリーン（シカダ・ミックス） Everything's Gone Green (Cicada Mix)  - 4:36
18. ビザール・ラヴ・トライアングル（リチャードX・リミックス・エディット） Bizarre Love Triangle (Richard X Remix - Edit) - 4:20